# Державний науково-технічний комітет Ради міністрів УРСР
Державний науково-технічний комітет Ради міністрів УРСР — вищий державний орган УРСР в галузі науки і техніки, входив до складу Ради міністрів Української РСР.

## Історія
Утворений 1958 року. 10 серпня 1961 року ліквідований Указом Президії Верховної Ради Української РСР, реорганізований в Державний комітет Ради міністрів УРСР з координації науково-дослідних робіт.

## Голови Державного науково-технічного комітету
- Костенко Георгій Федорович (25.08.1958 — 22.04.1960)
- Савельєв Іван Степанович (22.04.1960 — 10.08.1961)